# Niklas Willén
Niklas Willén (* 1961) ist ein schwedischer Dirigent.

## Leben
Er studierte bei Kjell Ingebretsen und Jorma Panula an der Königlichen Musikhochschule Stockholm, wo er auch Kompositionsunterricht  Ingvar Karkhoff und Daniel Börtz nahm. Sein Debüt erfolgte im Jahr 1988.
Von 1993 bis 1997 war er Chefdirigent des Nordischen Kammerorchesters in Schweden, 2002 bis 2006 Chefdirigent des Sønderjyllands Symfoniorkester in Dänemark. Von 2009 bis 2011 war Niklas Willén Generalmusikdirektor am Volkstheater Rostock und damit gleichzeitig Chefdirigent der Norddeutschen Philharmonie Rostock. Am 1. September 2010 übernahm er für drei Jahre die Position des Chefdirigenten des WDR Rundfunkorchester Köln.
Niklas Willén arbeitet regelmäßig mit den großen Orchestern Skandinaviens zusammen und gastiert bei anderen europäischen Orchestern. Auch als Operndirigent konnte er sich einen Namen machen. Sein Interesse für zeitgenössische Musik wird durch zahlreiche Uraufführungen deutlich, wie beispielsweise Peter Bengtsons Oper The Maiden an der Royal Opera. Zahlreiche Produktionen sind auf CD u. a. bei BIS, und NAXOS dokumentiert.